# Enantiodes
Enantiodes is een geslacht van vlinders van de familie spanners (Geometridae), uit de onderfamilie Ennominae.

## Soorten
- E. consanguinea Prout, 1926
- E. stellifera Warren, 1896